# Destiny Udogie
Iyenoma Destiny Udogie (Verona, 28 november 2002) is een Italiaans voetballer die bij voorkeur als  linksback speelt. Hij tekende in 2022 voor Tottenham Hotspur. In 2023 debuteerde hij voor Italië.

## Clubcarrière
Udogie doorliep de jeugdopleiding van Hellas Verona. Op 8 november 2020 debuteerde hij in de Serie A tegen AC Milan. In juli 2021 trok Udinese Udogie aan op huurbasis en na één jaar definitief. In augustus 2022 verkocht Udinese hem aan Tottenham Hotspur, dat de linksback meteen terug verhuurde aan Udinese. Op 13 augustus 2023 debuteerde hij in de Premier League tegen Brentford. Zijn eerste competitietreffer volgde op 10 december 2022 tegen Newcastle United. Twee dagen later werd zijn contract verlengd tot 2030.

## Interlandcarrière
Op 14 oktober 2023 maakte Udogie zijn debuut voor het Italiaans voetbalelftal tegen het Maltees voetbalelftal. Drie dagen later kreeg hij een basisplaats tegen het Engels voetbalelftal.